# Heinrich Hannibal
Heinrich Hannibal (* 19. November 1889 in Söllingen; † 9. Mai 1971 in Hamburg) war ein deutscher SS-Brigadeführer und Generalmajor der Polizei sowie Täter des Holocaust.

## Leben
Er war der älteste Sohn des Schuhmachermeisters Heinrich Hannibal und dessen Ehefrau Sophie, geborene Hecht.
Nachdem Hannibal bis 1904 die Volksschule in Söllingen besucht hatte, absolvierte er zunächst bis 1907 die Unteroffiziervorschule in Neubreisach und anschließend bis 1909 die Unteroffizierschule in Jülich. Er trat am 1. April 1909 als Unteroffizier in das 4. Lothringische Infanterie-Regiment Nr. 136 der Preußischen Armee in Straßburg ein.
Mit diesem Regiment kämpfte er während des Ersten Weltkriegs an der West- und Ostfront sowie in Rumänien und wurde drei Mal verwundet. Ausgezeichnet mit beiden Klassen des Eisernen Kreuzes beendete Hannibal den Krieg als Offiziersstellvertreter.
Nach der Demobilisierung seines Regiments schloss er sich bis Ende März 1920 der II. Landesschützen-Abteilung beim Freiwilligen Landesschützenkorps an. Anschließend wurde Hannibal in die Vorläufige Reichswehr übernommen und versah Dienst im Reichswehr-Infanterie-Regiment 104. Am 15. Juli 1920 wurde er als Leutnant aus dem Heeresdienst entlassen. Er wechselte daraufhin zur Sicherheits- und Schutzpolizei in Ohrdruf über. Hannibal besuchte Polizeischulen in Burg, Düsseldorf und Magdeburg und wurde anschließend Abschnittskommandeur Bochum-Süd und arbeitete ab Dezember 1935 als Dezernent beim Regierungspräsidenten in Arnsberg. 1937 wurde ihm das Kommando über die Schutzpolizei Hamburg-Harburg übertragen.
Hannibal trat zum 1. März 1932 der NSDAP bei (Mitgliedsnummer 952.252). Am 1. Mai 1939 wurde er auch in die SS (SS-Nummer 327.343) aufgenommen.
Nach dem Beginn des Zweiten Weltkriegs war Hannibal von November 1939 bis 25. September 1940 Kommandeur des Polizei-Rekrutenbataillons 303 in Bremen. Im Russlandfeldzug führte Hannibal das Bataillon bis zum 17. November 1941. Ab Juli 1941 wurde das Bataillon bei der Massenvernichtung in den eroberten Gebieten der Ukraine eingesetzt. Anfang September erschossen Polizisten der 3. Kompanie 100 Juden in Cutnow, Ende September beteiligte sich das inzwischen in Kiew eingerückte Bataillon an der Ermordung von 33.000 Juden in der Schlucht von Babyn Jar.
Ab Januar 1942 war Hannibal Abschnitts-Polizeiführer in Cherson (Südrussland) und ab April 1943 Kommandeur des SS-Polizei-Schützenregiments 31.
Am 23. August 1944 wurde ihm für seine Leistungen innerhalb der Kampfgruppe von Gottberg (Heeresgruppe Mitte) das Ritterkreuz des Eisernen Kreuzes verliehen. Die Kampfgruppe von Gottberg war ursprünglich Teil der „Bandenkampfverbände“ und verantwortlich für zahlreiche Massenmordaktionen in Belarus. Ab Juni 1944 wurde die Einheit aufgrund der hohen deutschen Verluste im Verlauf der sowjetischen Sommeroffensive (→Operation Bagration) als Fronteinheit eingesetzt.
Spätere Ermittlungen der bundesrepublikanischen Staatsanwaltschaften waren nicht in Lage, Hannibals Beteiligung an Kriegsverbrechen aufzudecken und zur Anklage zu bringen.